# Alfred Einstein
Alfred Einstein (Múnich, 30 de diciembre de 1880-El Cerrito, California, 13 de febrero de 1952) fue un musicólogo y crítico musical alemán.
Nació en Múnich y huyó de la Alemania nazi después de la Machtergreifung de Adolf Hitler, llegando a los Estados Unidos en 1939. Se le conoce por ser el editor en 1936 de la primera revisión importante del Köchel Verzeichnis, que es el catálogo exhaustivo de todas las composiciones de Wolfgang Amadeus Mozart.

## Vida
Einstein nació en Múnich. A pesar de que originalmente estudió la carrera de derecho, rápidamente se dio cuenta de que su amor principal era la música. Obtuvo un doctorado en la Universidad de Múnich, centrándose en la música instrumental de finales del Renacimiento y principios del Barroco, en particular la música para la viola da gamba. 
En 1918 se convirtió en el primer director de la revista Zeitschrift für Musikwissenschaft (Revista de musicología); un poco más tarde se convirtió en crítico musical del Münchner Post. En 1927 se convirtió en crítico musical del Berliner Tageblatt. En este período también fue amigo del compositor Heinrich Kaspar Schmid en Múnich y Augsburgo. 
En 1933, después de que Hitler ascendiera al poder, abandonó la Alemania nazi, pasando primero a Londres y luego a Italia, y finalmente a los Estados Unidos en 1939, donde ocupó una serie de puestos docentes en las universidades, incluyendo las universidades Smith College, Columbia, Princeton, Míchigan y la Hartt School en la Universidad de Hartford, Connecticut.

## Obra
Publicó numerosos libros, especialmente biografías de compositores famosos y también editó obras de compositores diversos. Einstein no sólo investigó y escribió obras detalladas sobre temas específicos, también escribió historias populares de la música, incluyendo Short History of Music (Breve historia de la música) de 1917 y Greatness in Music (Grandeza en música) de 1941. 
Su profunda familiaridad con Mozart le llevó a publicar en 1936 una importante y extensa revisión del Catálogo Köchel que contiene toda la producción musical de Mozart. Este es el trabajo por el que Einstein es más conocido. Su obra Mozart: His Character, His Work (Mozart: su carácter, su trabajo) de 1945 fue un influyente estudio sobre Mozart y es quizás su libro más conocido.
Su biografía de Mozart y la profunda reforma que realizó del catálogo de las obras de este compositor elaborado por Ludwig von Köchel (el famoso Köchel-Verzeichnis) son hitos en la musicología del siglo XX.
En 1949 publicó también una colección de tres volúmenes titulada The Italian Madrigal, que constittuye el primer estudio detallado sobre esta forma secular italiana. 
Fue uno de los redactores más conocidos de la Zeitschrift für Musikwissenschaft (Revista de musicología), de la que fue redactor jefe desde 1918 hasta su exilio en 1933, tras la llegada de Hitler al poder. Asimismo fue en Alemania crítico musical del Münchner Post (desde 1918) y del Berliner Tageblatt (desde 1927).
Uno de los grandes méritos de Einstein consiste en haber sabido escribir para personas interesadas por la música, aunque no fueran expertos. Por ello se le cita a menudo. Sus biografías y ensayos se caracterizan por sus juicios personales y atrevidos, que les dan un continuo interés.

#### Listado de obras
- Gluck (Master Musicians Series-Series Editor Eric Blom) traducido por Eric Blom. J. M. Dent & Sons LTD, 1936.
- A Short History of Music, traducción de Geschichte der Musik. 1937, rev. 1938, 1947.
- Canzoni Sonetti Strambotti et Frottole. Libro Tertio (Andrea Antico, 1517). Smith College: Northampton, MA, 1941.
- Greatness in Music, traducido de Grösse in der Musik por César Saerchinger. Oxford University Press, 1941.
- Golden Age of the Madrigal: Twelve Five-Part Mixed Choruses. G. Schirmer: Nueva York, 1942.
- Mozart: His Character, His Work, traducido por Arthur Mendel & Nathan Broder. Oxford University Press, 1945.
- Music in the Romantic Era: A History of Musical Thought in the 19th Century, 1947, rev. 1949.
- The Italian Madrigal (3 vol.), traducido por Alexander H. Krappe, Roger H. Sessions & Oliver Strunk, Princeton University Press, 1949.
- Schubert, translated by David Ascoli, Cassell & Co., 1951.